# 尼亚加拉 (北达科他州)
尼亚加拉（英語：Niagara），是美国北达科他州下属的一座城市。根据2010年美国人口普查，该市有人口53人。